# Cash (phim 2010)
Cash (được cách điệu thành Ca$h) là một bộ phim năm 2010 của Mỹ thuộc thể loại independent, tội phạm, giật gân do đạo diễn Stephen Milburn Anderson thực hiện với sự góp mặt của ngôi sao Sean Bean và Chris Hemsworth.

## Phân vai
- Sean Bean vai Pyke Kubic / Reese Kubic
- Chris Hemsworth vai Sam Phelan
- Victoria Profeta vai Leslie Phelan
- Mike Starr vai Melvin Goldberg
- Glenn Plummer vai Glen the Plumber
- Michael Mantell vai Mr. Dale
- Antony Thekkek vai Bahadurjit Tejeenderpeet Singh
- Tim Kazurinsky vai Chunky Chicken Salesman

## Nhạc phim
Âm nhạc cho bộ phim được sáng tác và thu âm bởi nhạc sĩ Jim Bianco trích từ album Sing. Mở đầu phim là bài hát "I've Got a Thing for You" và kết thúc là "To Hell With the Devil." Trong bộ phim, bài "Get On" và bản remix của "I've Got a Thing for You" đã được sử dụng.